# ویتالینا باتساراشکینا

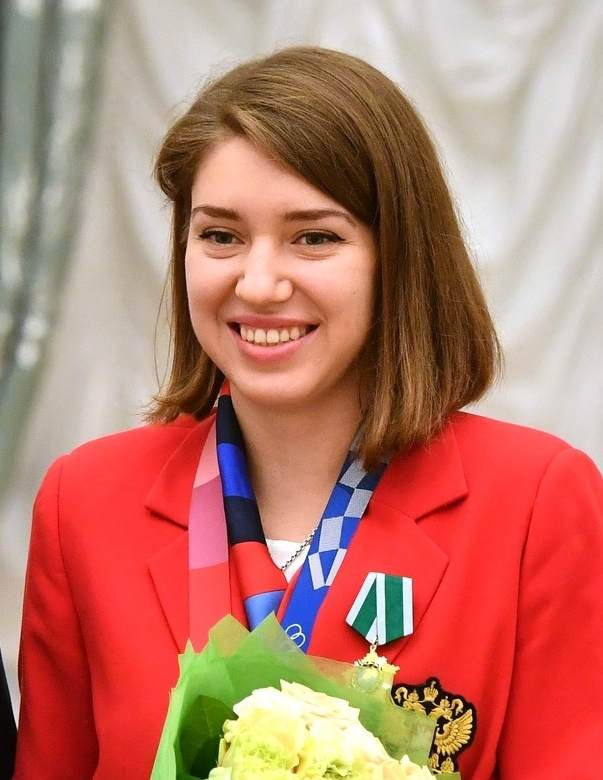
ویتالینا باتساراشکینا بعد از قهرمانی

ویتالینا باتساراشکینا (روسی: Виталина Игоревна Бацарашкина) یک ورزشکار روسی در رشته تیراندازی است
در مسابقات تیراندازی المپیک ریو در ماده تپانچه بادی ۱۰ متر زنان با ۱۹۷٫۱ امتیاز نایب قهرمان شد.